# Evropská silnice E70
Evropská silnice E70 je páteřní západovýchodní evropská silnice, mezinárodní trasa vedoucí Evropou přibližně podél 45. rovnoběžky severní šířky, s odděleným úsekem v Malé Asii. Prochází deseti státy, propojuje čtyři hlavní města a řadu dalších velkoměst. Je dlouhá celkem 5380 km a je vedena převážně po dálnicích. Na své trase překonává mj. Francouzské středohoří, Alpy, Karpaty a dvakrát veletok Dunaj. Je to nejjižnější rovnoběžkově vedená evropská silnice, která vede Evropou bez přerušení.
Trasa silnice má dvě části, teoreticky propojené lodním spojením mezi Varnou a Samsunem, které nicméně v současnosti (2021) není pravidelně provozováno. Existuje spojení trajektem mezi Varnou a Poti, kde silnice E70 končí. Suchozemské propojení obou částí silnice je možné např. po jiných evropských silnicích (E87, E80, E95).

## Trasa
Španělsko
- A Coruña (E1) – Baamonde
- – Vilalba – Gijón – Torrelavega (Santander) – Barakaldo
- – Bilbao (E804) – Maltzaga (E5→, E80→) – San Sebastián – Irun

 Francie
- Hendaye – Bayonne (→E80) – Bordeaux (→E5, E72)
- – Brive-la-Gaillarde (E9) – Clermont-Ferrand (E11) –
- – St-Étienne –
- Lyon (E15)
- – Bourgoin-Jallieu (E711) – Chambéry (E712) – Modane
- tunel Fréjus

 Itálie
- Bardonecchia – Rivoli
- Turín (E64, E612, E717)
- – Asti (E74) – Alessandria (E25) – Tortona (E62) – Piacenza (E35) – Brescia (E64)
- Brescia – Verona (E45) – Padova – Benátky-Mestre (E55→) – Palmanova (→E55) – Sistiana
- Aurisina – Opicina (E61) (Terst)
- – Fernetti

 Slovinsko
- (E61→) Sežana –
- Divača – Lublaň (E57, →E61)
- – Novo Mesto – Obrežje

 Chorvatsko
- Bregana – Záhřeb (E59, E65, E71) – Okučani (E661) – Slavonski Brod – (E73) – Lipovac

 Srbsko
- Adaševci – Dobanovci
- Bělehrad (E75, E763)
- – Pančevo – Vršac

 Rumunsko
- Moravița – Temešvár (E671)
- – Recaș –
- – Lugoj – Drobeta-Turnu Severin – Filiași (E79→) – Craiova (→E79, E574) – Caracal – Alexandria – Bukurešť (E60, E81)
- Bukurešť (E85→) – Giurgiu
- Most přátelství

 Bulharsko
- Ruse (→E85) – Razgrad – (E772)
- Šumen – Varna (E87)

přerušení (Černé moře)
 Turecko
- Samsun (E95) – Giresun – Trabzon (E97→) – Rize – Hopa – Sarp

 Gruzie
- Sarpi – Batumi – Grigoleti (E692) – Poti (E60)